# Vratišinec
Vratišinec est un village et une municipalité située dans le comitat de Međimurje, en Croatie. Au recensement de 2001, la municipalité comptait 2 213 habitants, dont 98,37 % de Croates et le village seul comptait 1 524 habitants.

## Localités
La municipalité de Vratišinec compte 2 localités : Gornji Kraljevec et Vratišinec.